# CALL / I4U
「CALL / I4U」是日本的音乐团体AAA的第29张单曲。2011年8月31日由avex trax发售。

## 概要
- 「CALL / I4U」是繼2010年「PARADISE / Endless Fighters」後第八張2A單曲。
- 「CALL」是伊藤洋华堂「Body Heater - Heat Ring」和「Body Heater @ Home」的电视广告歌曲。
- 「I4U」是「網球王子劇場版 決戰英國網球城! 」（劇場版 テニスの王子様 英国式庭球城決戦！）的主題歌，亦是伊藤洋华堂「goodday」的电视广告歌曲。
- 此單曲有5個版本，分別有「CD+DVD（Jacket A）」、「CD+DVD（Jacket B）」、「CD ONLY」、「CD ONLY（網球王子劇場版 決戰英國網球城! ver.）」和「mu-mo shop限定盤」。「CD ONLY」收錄了「CCC -CHALLENGE COVER COLLECTION-」的「CRAZY GONNA CRAZY ※New Version」；而「CD ONLY（網球王子劇場版 決戰英國網球城! ver.）」採用「網球王子劇場版 決戰英國網球城!」的宣傳海報作為封面，而且曲目的順序亦不同。
- 在9月12日於公信榜单曲週排行榜取得第5位。
- 「CALL」收錄在AAA於9月14日發行的精選專輯「＃AAABEST」，而「I4U」收錄在AAA於2012年3月21日發行的精選專輯「Another side of ＃AAABEST」。
- 在第53屆日本唱片大獎獲得「優秀作品獎」，同年年末在第62回NHK紅白歌合戰演唱其歌曲「CALL」。

## 收錄内容

### CD+DVD（Jacket A）
CD
1. CALL
（作詞：Kenn Kato・Mitsuhiro Hidaka（Rap词） 作曲：宅見将典 編曲：ats-）
2. I4U
（作詞：Yusuke Toriumi・Mitsuhiro Hidaka（Rap词） 作曲：Jam9・Army Slick 編曲：Army Slick）
3. CALL(Instrumental)
4. I4U(Instrumental)

DVD
1. CALL（Music Clip）
2. CALL（Music Clip Making part.1）

### CD+DVD（Jacket B）
CD
1. CALL
2. I4U
3. CALL(Instrumental)
4. I4U(Instrumental)

DVD
1. CALL（Music Clip Making part.2）
2. 哎~熊猫？！※巡演中，照相机跟着出现在会场的“哎~熊猫”，进入其中的其实是……。（答案敬请观看）

### CD ONLY
1. CALL
2. I4U
3. CRAZY GONNA CRAZY ※New Version
4. CALL(Instrumental)
5. I4U(Instrumental)

### CD ONLY（網球王子劇場版 決戰英國網球城! ver.）
1. I4U
2. CALL
3. I4U(Instrumental)
4. CALL(Instrumental)

### CD（mu-mo shop限定盘A）
1. CALL
2. I4U
3. Think about AAA 5th Anniversary 〜season 10〜

### CD（mu-mo shop限定盘B）
1. CALL
2. I4U
3. Think about AAA 5th Anniversary 〜season 11〜